# Mikołaj Stanisław Kieszkowski

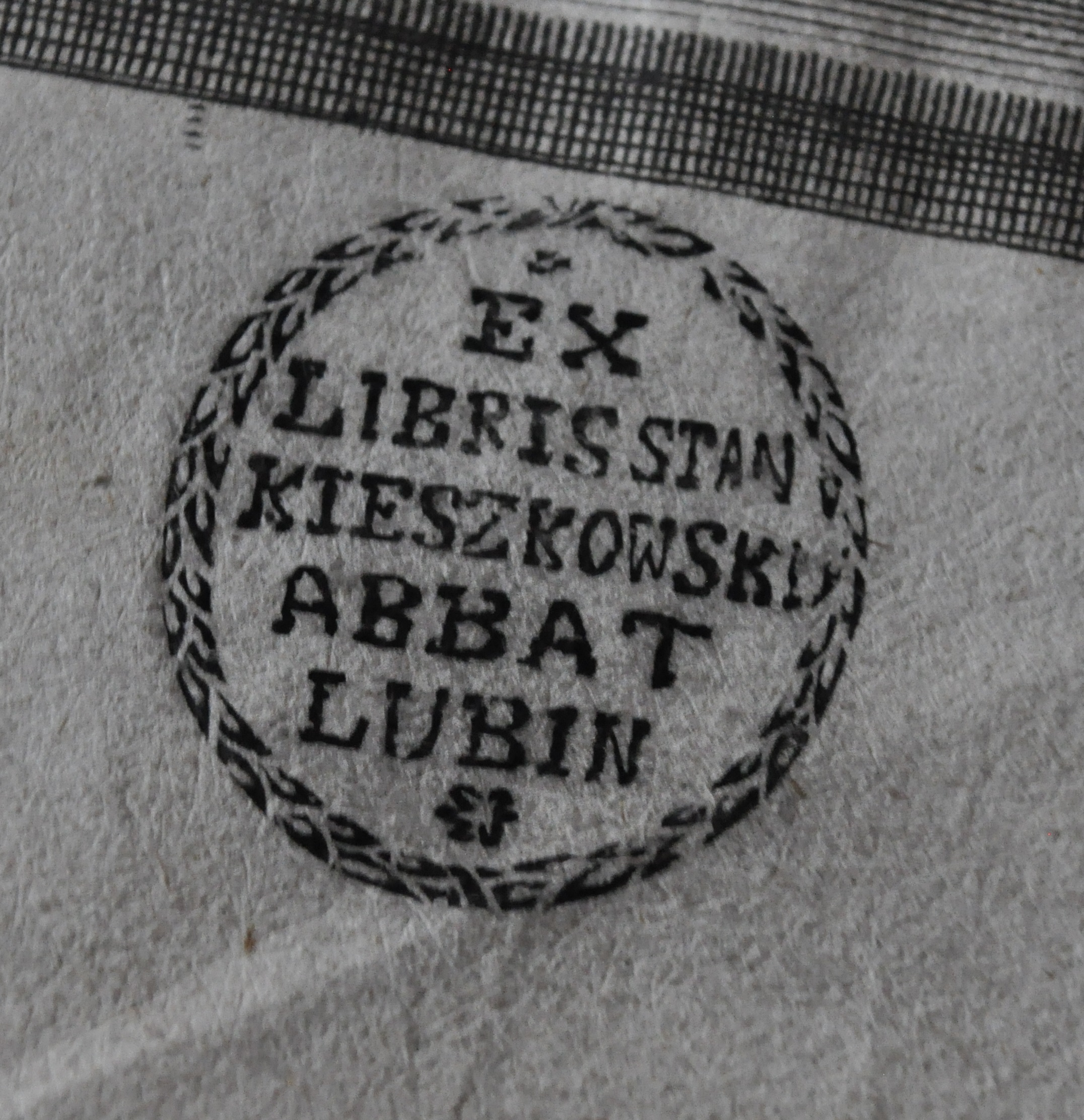
Ekslibris opata lubińskiego Mikołaja Stanisława Kieszkowskiego

Mikołaj Stanisław Kieszkowski herbu Krzywda (ur. 1737, zm. 18 kwietnia 1814 w Lubiniu) – polski benedyktyn, doktor teologii, opat klasztorów w Horodyszczu i Lubiniu, pisarz, historyk i archiwista.

## Życiorys
Pochodził z województwa sandomierskiego z rodu Kieszkowskich herbu Krzywda z Kierzkowa. 
Złożył śluby zakonne w Sieciechowie 20 listopada 1757 roku. Został wybrany opatem klasztoru Castrum Cassinum w Horodyszczu, gdzie doprowadził do zbudowania murowanego kościoła i budynków klasztornych. W 1779 roku został opatem klasztoru w Lubiniu. Pełniąc tę funkcję zabezpieczał muzealia i archiwalia klasztorne, spisywał kroniki i przepisywał dokumenty. Sprawował godność prezydenta generalnego Zgromadzenia Benedyktyńskiego–Polskiego. Był orędownikiem kultu Bernarda z Wąbrzeźna.
Jako badacz teologiczny jest autorem rozprawy Forma Gregis Pastor ex animo seu de Dotibus ac qualitatibus in quolibet Superiore ad Regimen assumpto, requisitis. Opusculum Brevissimum... wydanej w Krakowie w 1774 roku.